# PH試験紙
pH試験紙（ピーエイチしけんし、ピーエッチしけんし、ペーハーしけんし、英語: pH-test paper、indicator paper、pH indicator paper）とは、水溶液のpH（水素イオン濃度指数）を測定するために使われる試験紙である。万能指示薬を使用しているため、万能試験紙 または万能pH試験紙、一般的な試験紙より大きな範囲で測定できるため広域試験紙 や全域pH試験紙、指示薬を使っているため指示薬試験紙とも呼ばれる。

## 概要
ろ紙に指示薬を染み込ませて乾燥させたもので、1931年に発明された。pHの数値によって変化する色が違い、色見本と見比べてpHを測定する（比色法）。精度は種類によって違う。持ち運びできるため、野外で使用しやすい。簡単かつ簡便に調べられることが利点。測定範囲は試験紙の種類によって違うが、よく使われるユニバーサル試験紙はpH1 - 11、ホールレンジ試験紙はpH0 - 14という測定範囲である。

## 歴史
1931年、日本の東洋ろ紙で発明される。発明当時は短冊タイプで7種で1セットとして「水素イオン濃度試験紙」と呼ばれていた。同年に、東洋ろ紙がpH試験紙を第三回化学工業博覧会に出品した。
しかし、発明当初はpHそのものが普及しておらず、一部の学者からはおもちゃ呼ばわりされた。だが、金属メッキ加工業者や醤油や酒の製造業者などの産業界の人々はこの便利さ（酒の品質チェック、乳製品の製造、果物の成熟、魚肉のアルカリ移行、缶詰加工など）に気づき、技術指導の有力な武器として紹介したこと によって様々なところに広まっていった。
ロールタイプはアメリカ合衆国から広まっていった。

## 仕組み
pH試験紙はpH値で示すことができる種々の指示薬（酸塩基指示薬、pH標準緩衝液）を精製した上質のろ紙に染み込ませ、乾燥したもので、これにより色が変化している。

## 種類

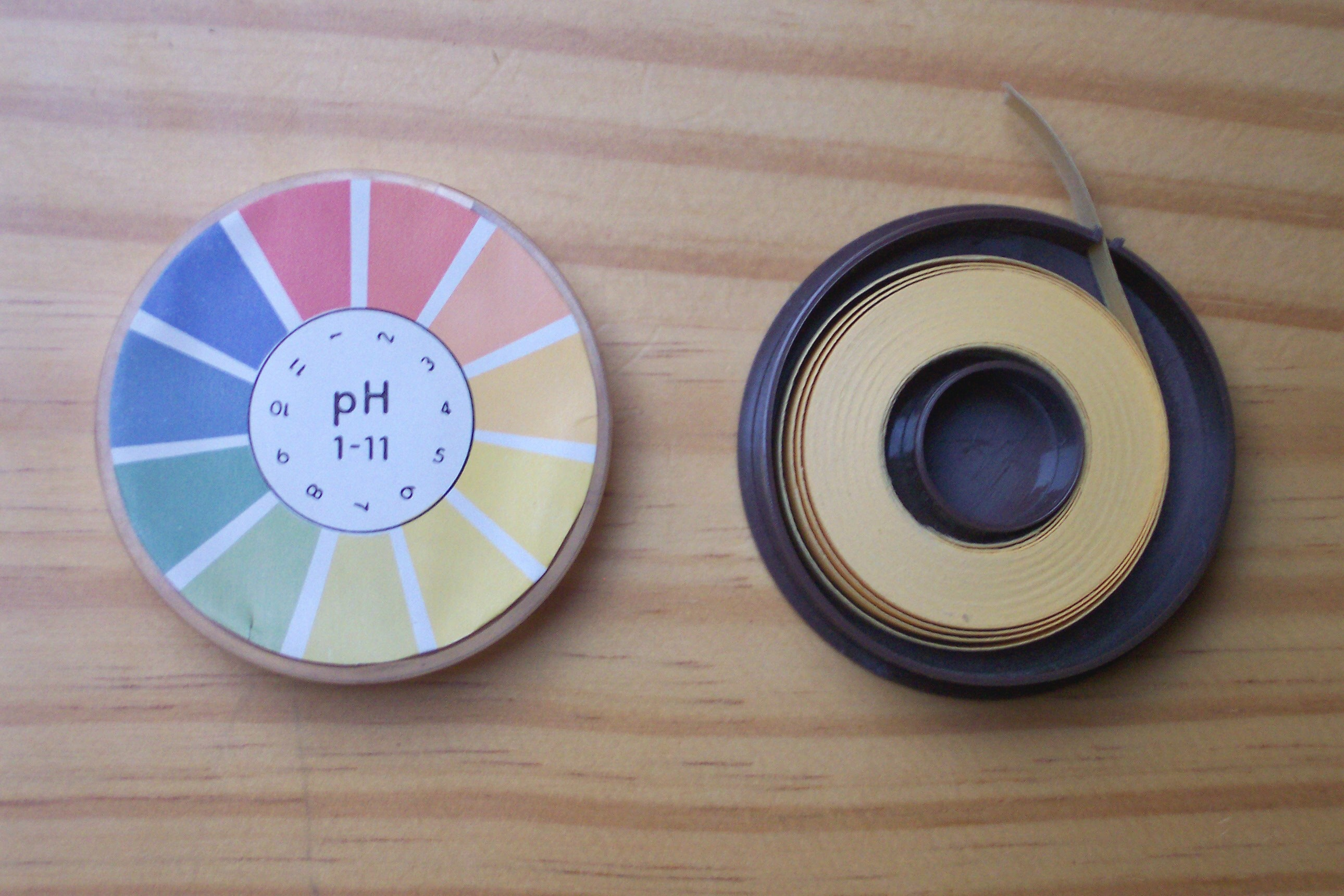
ロールタイプの内部。巻かれている。

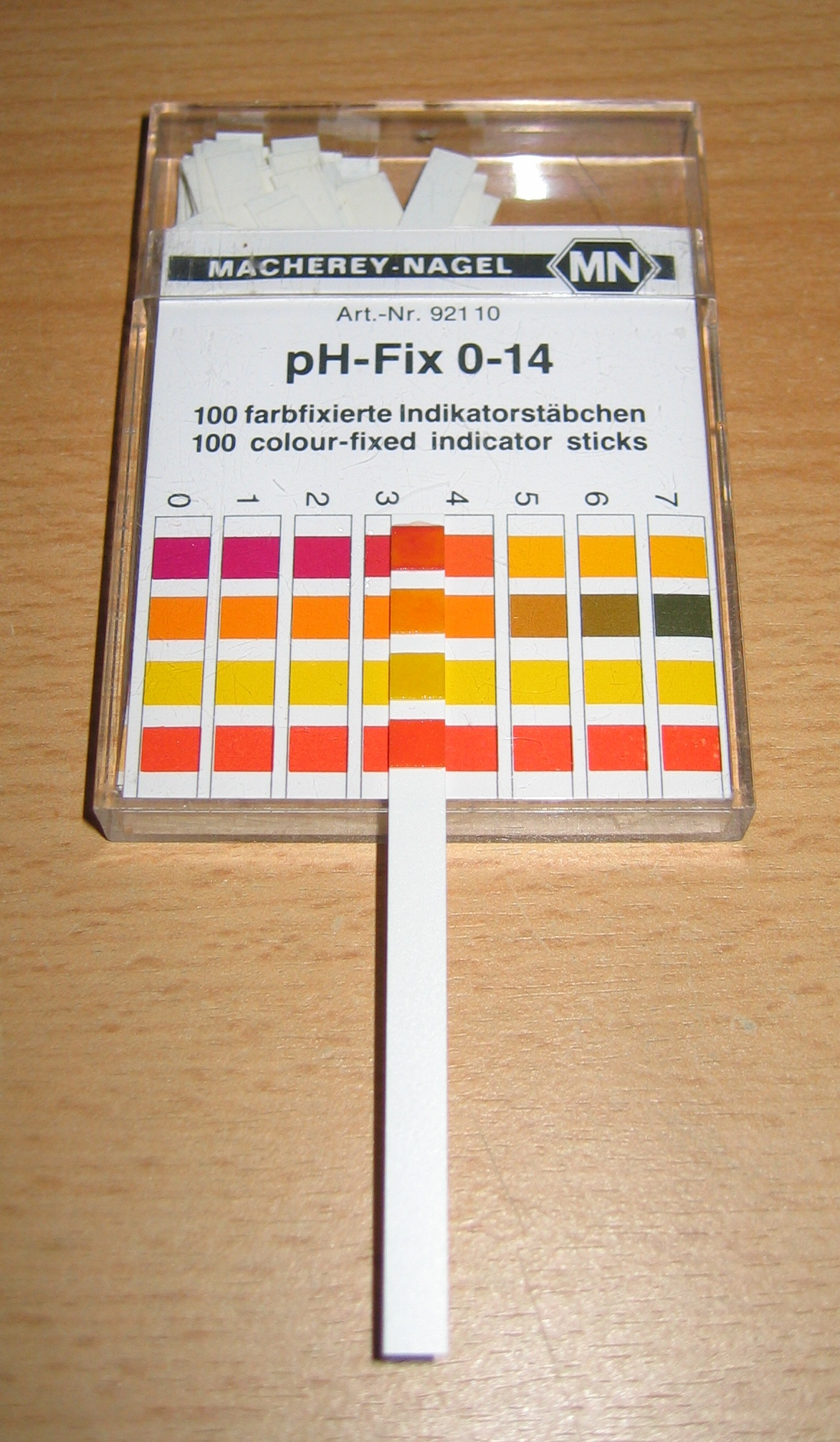
pHインジケーター（pHインジケーターストリップ）

用途によっての種類がある。
ロールタイプ
pH試験紙の中で1番一般的なタイプ。リールタイプとも呼ばれる。主に広い範囲を大まかに測る時に使われる。名前の通り、巻かれている。幅約7mmのリボン状のものを巻いてケースに入れたもの。それぞれ、pH1 - 11を測れるユニバーサル試験紙（UNIV）タイプと、pH0 - 14を測れるホールレンジ試験紙（WR）タイプがある。
短冊タイプ
主に狭い範囲を細かく測る時に使われる（広い範囲を大まかに測れるタイプもある）。それぞれの測定可能範囲によって名前が付けられており、pH0.0 - 1.6・pH6.6 - 8.2を測れるものがPR（フェノールレッド）試験紙、pH0.4 - 2.0・pH7.2 - 8.8を測れるものがCR（クレゾールレッド）試験紙、pH1.4 - 3.0・pH8.0 - 9.6を測れるものがTB（チモールブルー）試験紙、pH2.8 - 4.4を測れるものがBPB（ブロムフェノールブルー）試験紙、pH3.2 - 5.6を測れるものがPB試験紙、pH3.4 - 6.4を測れるものがPP試験紙、pH4.0 - 5.6を測れるものがBCG（ブロムクレゾールグリーン）試験紙、pH5.0 - 6.6を測れるものがCPR（クロールフェノールレッド）試験紙、pH5.4 - 7.0を測れるものがMR（メチルレッド）試験紙、pH5.6 - 7.2を測れるものがBCP（ブロムクレゾールパープル）試験紙、pH6.2 - 7.8を測れるものがBTB（ブロムチモールブルー）試験紙、pH10.0 - 12.0を測れるものがAZY（アリザリンイエロー）試験紙、pH11.0 - 13.6を測れるものがALB（アルカリブルー）試験紙という名前になっている。以前はロールタイプではなくこちらの方が一般的だった。長さは約4cm、幅 は約7mm。
ブックタイプ
短冊タイプと同様、主に狭い範囲を細かく測る時に使われる。短冊タイプのものが綴られている。
pHインジケーター（pHインジケーターストリップ）
短冊タイプと似ているが、変色する部分が複数（1つのものもある）あり、それぞれ色が違う。1～4個のセルロース変色部をポリ塩化ビニル製スティックに個々に圧着している。スティックタイプとも呼ばれる。試験中の試薬の浸出が起こらず長時間の浸漬が可能なため、pHを導出しにくい試料を精度良く測定することが可能。
ツーバンドタイプ
DUOTESTタイプともいい、pHインジケーターと同様、細かく測定が出来る。2種類の異なった指示薬を分離しており、中央の白い部分は疎水性が強く、試験紙に物理的強度を保持させている。
スリーバンドタイプ
TRITESTタイプともいい、3種の異なった指示薬を分離し、読み取りやすい高い精度がある。また、3つのバンド間に疎水境界ゾーンがあり、色素比較と高アルカリ域での測定に利点がある。
pHボックス・TRI-BOX
どちらも中にpH0.5 - 5.5が測れる試験紙、pH5.5 - 9.0が測れる試験紙、pH9.0 - 13.0が測れる試験紙という狭領域用の3種類が入っている。pHボックス、TRI-BOXは、形状や製造会社で名前が区別されている。
pH試験紙 PLS
形はpHインジケーターに似ているが、変色部分は一つで、色見本と試験紙が一体化している。そのため、色の見分けがつきやすい。
pH検査用スティック
pH試験紙を用いたpH検査用のスティック。台紙の上にpH試験紙を部分的に接着することにより、接着されてない遊離部分のpH試験紙と台紙との間に検査液が流入する隙間を形成したため、そのpH試験紙の色調が長持ちするという利点がある。
非常に希薄なアルカリ溶液用の特別pH試験紙
一般的なpH試験紙では試験紙の酸性染料の中和に若干のアルカリが消費されるため希薄アルカリ溶液で正確な指示を出せないが、その部分が改良された試験紙。
リトマス試験紙（リトマス紙）

赤色と青色の2種類があり、水溶液が大まかに何性かを調べるときに使う。

## ケース
pH試験紙にはケースがあり、どのような種類でもそこに色見本（カラーチャート や変色表、標準変色表、検量用標準変色表、標準色調表、色調表 標準色表 とも呼ばれる）が付いている。また、pHの測定範囲も書いてある。その試験紙がユニバーサル試験紙であればUNIV、ホールレンジ試験紙であればWRと書かれている。
また、一部の試験紙にはケースの片面を回すとプラスチック製のディスペンサーが作動し、試験紙の先端を出したりしまったりすることができる。

## 色の変化
pH試験紙の色の変化は、試験紙の種類によって違う。

### ユニバーサル試験紙（UNIVと書いてあるロールタイプ、pH試験紙 PLS）
pH1（酸性）だと赤色や橙色に近く、pHが高くなるにつれて黄色、黄緑色と変化し、pH7（中性）になると緑色になっている。そこからさらにpHが高くなるにつれて青色に変化していき、pH11 （アルカリ性）になると群青色や紫色になる。

### ホールレンジ試験紙（WRと書かれているロールタイプ）
pH0（酸性）だと赤色で、pHが高くなるにつれて橙色や黄色に変化し、pH7（中性）になると黄緑色になっている。そこからさらにpHが高くなるにつれて緑色や青緑色に変化していき、pH14（アルカリ性）になると青色になる。

### 短冊タイプ・ブックタイプ・pHボックス・TRI-BOX
それぞれの浸してある指示薬のpH測定範囲によって色の変化が異なる。
PR試験紙
pH0.0だと橙色になり、pH1.6では黄色になる。また、pH6.6だと黄色になり、そこから橙色に変化していき、pH8.2では赤色になる。
CR試験紙
pH0.4だと赤になり、そこから朱色のように変化していき、pH2.0では橙色になる。また、pH7.2だと黄色になり、そこから茶色のように変化していき、pH8.8では赤紫色になる。
TB試験紙
pH1.4だと赤紫色になり、そこから薄紫色に変化していき、pH3.0では橙になる。また、pH8.0だと黄色になり、そこから深緑色に変化していき、pH9.6では青紫色になる。
BPB試験紙
pH2.8だと黄色になり、そこから深緑色に変化していき、pH4.4では青色になる。
PB試験紙
pH3.2だと黄色になり、そこから黄緑色に変化していき、pH5.6では青色になる。
PP試験紙
pH3.4だと黄色になり、そこから深緑色に変化していき、pH6.4では赤紫色になる。
BCG試験紙
pH4.0だと黄緑色になり、そこから緑色に変化していき、pH5.6では青色になる。
CPR試験紙
pH5.0だと黄色になり、pH6.6では赤紫色になる。
MR試験紙
pH5.4だと赤色になり、そこから橙色に変化していき、pH7.0では黄色になる。
BCP試験紙
pH5.6だと緑茶の色になり、そこから薄紫色に変化していき、pH7.2では紫色になる。
BTB試験紙
pH6.2だと黄緑色になり、そこから薄緑色に変化していき、pH7.8では青色になる。
AZY試験紙
pH10.0だと黄色になり、pH12.0では赤色になる。
ALB試験紙
pH11.0だと青色になりそこから紫色に変化していき、pH13.6だと茶色になる。

### pHインジケーター
使われているセルロースの変色部によって色が違う。

## 実験
- pH測定実験[56]
- 中和実験
- 酸性雨の強度測定[21][57]

## 応用
pH試験紙は医療､農業､上下水道､化学製品､アクアリウム､発酵食品､製紙、金属メッキ､美容院､ 繊維･染色､ オフセット印刷、水質検査、土壌 やセメント（コンクリート ）、温泉のpH測定、消防用設備等点検機器工具 としてなど産業界でも多岐にわたって使用されている。
また、野菜の生育を理化学的に知るため（多くの作物の生長の目安はpH5.5）に使われる。そのため、ホームセンターや薬局でも売っている。
尿のpH管理（理想的なpHは食前6.0、食後7.0）にも使われており、主に犬や猫に使う。ストルバイトやシュウ酸、膀胱炎対策としてpHを測定している。
唾液のpH測定にも使われている。

## 使用期限・保管方法
使用期限は購入後約3年（短いもので2年、長いもので5年）だが、開封後は速やかに使用することが推奨されている。
保管方法は高温多湿と直射日光を避け、風通しの良い冷暗所に密閉して 保管すること。